# Ashfaq Ahmed
Muhammad Ashfaq Ahmed (Rawalpindi, 11 november 1946 - aldaar, 3 juli 2005) was een Pakistaans hockeyer.
Ahmed won met zijn ploeggenoten in 1968 olympisch goud. Twee jaar later versloeg Ahmed met zijn ploeggenoten in de finale van de Aziatische Spelen aartsrivaal India. In 1971 won Ahmed de wereldtitel tijdens het eerste wereldkampioenschap.

## Erelijst
- 1968 –  Olympische Spelen in Mexico-stad
- 1970 –  Aziatische Spelen in Bangkok
- 1971 –  Wereldkampioenschap in Barcelona